# Érione pattue
Eriocnemis vestita
Espèce
Statut de conservation UICN

 LC  : Préoccupation mineure
Statut CITES
L'Érione pattue (Eriocnemis vestita, anciennement  Eriocnemis vestitus) est une espèce de colibri présente en Colombie, Équateur, Pérou et Venezuela.

## Habitats
Ses habitats sont les forêts tropicales et subtropicales humides de montagne, la végétation de broussailles et les prairies de haute altitude. On la trouve également sur les sites d'anciennes forêts lourdement dégradées et dans les pâturages.

Carte de répartition de l'espèce

## Sous-espèces
D'après Alan P. Peterson, quatre sous-espèces ont été décrites :
- Eriocnemis vestita arcosi  Schuchmann, Weller & Heynen, 2001
- Eriocnemis vestita paramillo  (Chapman, 1917)
- Eriocnemis vestita smaragdinipectus  Gould, 1868
- Eriocnemis vestita vestita  (Lesson, 1839)